# Salticoida
Salticoida es un clado no clasificado perteneciente a la familia de arañas saltadoras Salticidae. Se trata de la subdivisión más grande y ampliamente distribuida de las dos ramas de las arañas saltadoras "típicas" (subfamilia Salticinae), que se encuentran eficazmente en todo el mundo. Su clado hermano es Amycoida, el cual también presenta una diversidad ecológica notable, aunque su distribución es predominantemente sudamericana.

## Sistemática y evolución
Salticoida engloba la mayor parte de la diversidad actual de arañas saltadoras, con más de 400 géneros organizados filogenéticamente en 18 tribus según la propuesta de Wayne Maddison en 2015.
La edad y el origen de Salticoida no están bien determinados. Ciertamente, hacia finales del Paleógeno, las principales líneas estaban claramente diferenciadas, según lo indican las pruebas fósiles y la filogenia molecular. Por lo tanto, los salticoides presumiblemente se originaron durante o alrededor del PETM o un poco antes, aunque aún no se han encontrado fósiles correspondientes. Su línea hermana, Amycoida, probablemente se originó por dispersión a través del océano hacia Sudamérica, que al final del Mesozoico estaba más cerca de África, la Antártida y América del Norte. Los principales clados de salticoides están distribuidos globalmente y, en su mayor parte, se reemplazan geográficamente entre sí, por lo que se puede inferir poco a partir de ellos.
Sin embargo, un registro fósil completo de arañas saltadoras del antiguo Gondwana solo se conoce mucho después de la ruptura del supercontinente a finales del Mesozoico, aunque los fósiles de antiguas arañas saltadoras se encuentran con frecuencia en los continentes del norte. Por lo tanto, si Amycoida se originó por dispersión a lo largo de un tramo bastante corto de océano abierto, es casi seguro que Salticoida tiene su origen en América del Norte. Por otro lado, las arañas, incluso si no tejen telarañas, son excelentes para dispersarse a lo largo de rangos extremos mediante el vuelo con globo a lo largo de la circulación atmosférica cuando son jóvenes. Algunas de estas crías de arañas pueden viajar durante casi un mes a altitudes de varios kilómetros sobre el nivel del mar, y muchas especies se encuentran en todo el mundo en una franja alrededor de una latitud específica. La dispersión desde el sudeste asiático o Australasia a lo largo del Pacífico es, por lo tanto, otra hipótesis viable para la separación entre amycoides y salticoides a pesar de la enorme distancia involucrada.
De hecho, se encuentran algunas líneas menores, inusuales y posiblemente muy antiguas y basales de salticoides en y alrededor del sudeste asiático, y podrían considerarse reliquias en el rango ancestral. Pero sus relaciones aún no están lo suficientemente determinadas de manera robusta: los Agoriini (géneros Agorius, Synagelides y posiblemente Pseudosynagelides) son imitadores de hormigas muy inusuales cuyas relaciones son completamente oscuras; son tan altamente autapomórficos que es difícil decir si son verdaderamente antiguos entre los salticoides o son una rama muy divergente de una de las tribus más convencionales, ya que la imitación de hormigas ha evolucionado convergentemente de 5 a 10 veces en los salticoides. Los Baviini (Bavia, Stagetillus y posiblemente Piranthus) tienen una apariencia menos inusual y, a primera vista, se asemejan a los Marpissoida, que se encuentran principalmente en y alrededor de América del Norte; los Itata amarillo-verde de América del Sur son marpissoides singulares de la tribu Dendryphantini, que, excepto en los detalles sinapomórficos reveladores, parecen casi como baviinos. Si esta similitud es superficial, atávica o genuinamente plesiomórfica aún está sin resolver.